# Ерфуртська катастрофа

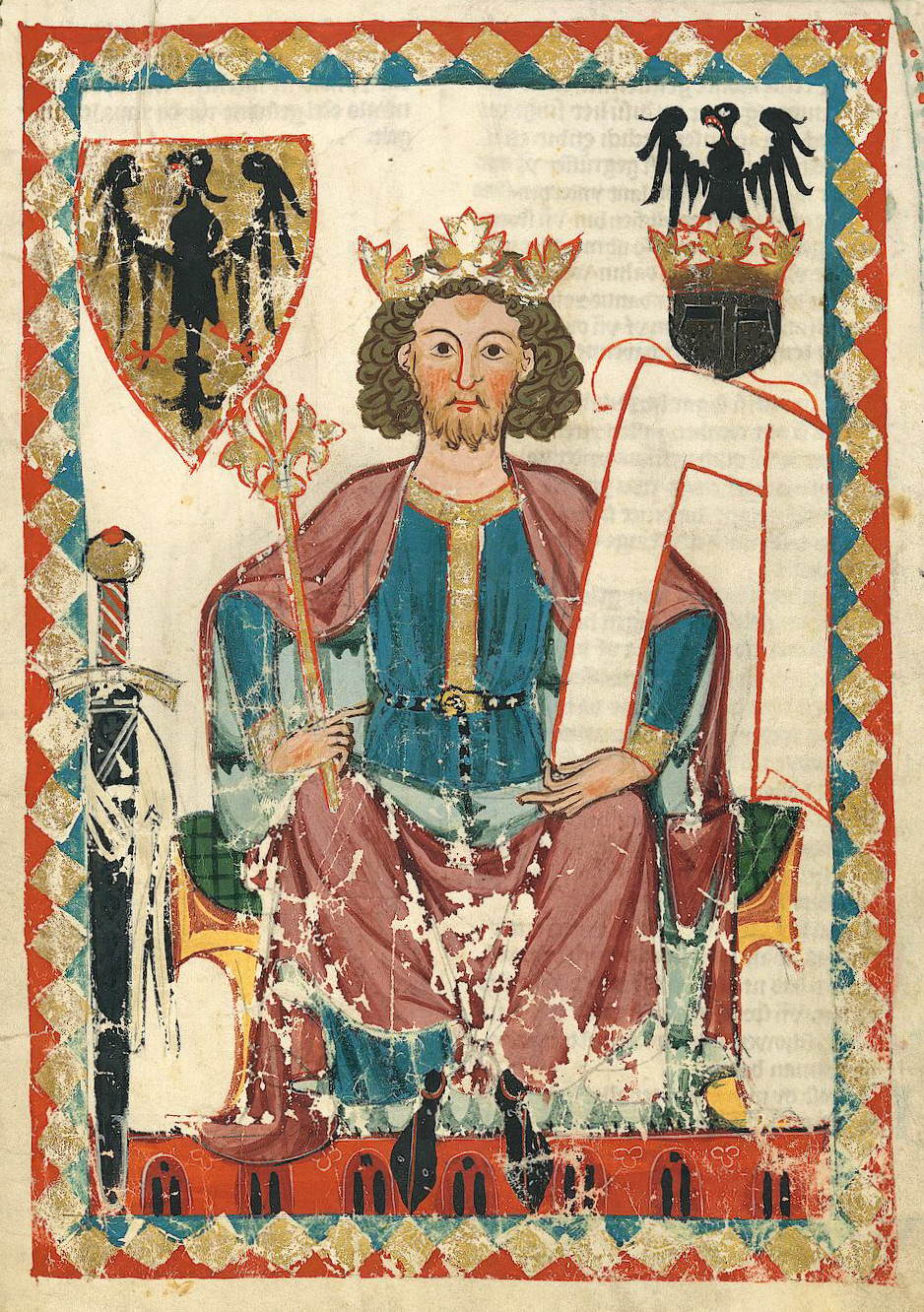
Майбутній імператор Священної Римської імперії Генріх VI, який вижив під час Ерфуртської катастрофи

Е́рфуртська катастро́фа сталася 26 липня 1184 року, коли король Німеччини Генріх VI провів хофтаг (неофіційні збори) у фортеці Петерсберг в Ерфурті. Вранці 26 липня під вагою учасників зібрання дерев'яний другий поверх будівлі рухнув, і більшість із них провалилися у вигрібну яму під цокольним поверхом, де близько 60 з них загинуло, потонувши в рідких екскрементах або задихнувшись від вдихання випарів. Ця подія відома як Erfurter Latrinensturz (літер. «Ерфуртське падіння в латрину»).

## Передісторія
Влітку 1184 року римський король Генріх VI, син і співправитель імператора Священної Римської імперії Фрідріха I Барбаросси, за наказом батька очолив військовий похід для допомоги польському князю Мешкові III у боротьбі проти брата, Казимира II. У липні 1184 року він був у Ерфурті, де вирішив залагодити конфлікт між ландграфом Тюрінгії Людвігом III та архієпископом Майнца Конрадом, що виник після поділу володінь Генріха Лева. Для цього він скликав хофтаг — неофіційне зібрання імперської знаті.

## Подія
За однією версією, Ерфуртський хофтаг проходив у замку — резиденції архієпископа Майнца, за іншою — у церкві Святої Марії. На ньому була велика кількість світських і церковних князів Священної Римської імперії, знатних міщан та король Генріх VI. 26 липня вони зібралися на другому поверсі будівлі. Незабаром після початку зустрічі стара дерев'яна підлога в приміщенні, де перебували люди, обвалилася під їх вагою. В результаті більшість учасників провалилися на перший поверх, підлога якого також не витримала ваги людей, що впали на нього, тому деякі провалилися ще нижче — у вигрібну яму, не чищену роками. Близько 60 людей загинуло, багато людей отримали травми.
З тих, хто помер, багато хто потонув у людських екскрементах або задихнувся від випарів, що виділяються відходами, які розкладалися, в той час як інші були роздавлені падаючими уламками. Лише декого вдалося витягнути.
Серед загиблих були шляхтичі Генріх фон Шварцбург, через якого розпочався конфлікт, Фрідріх фон Абенберг, бургграф Фрідріх I фон Кірхберг, граф Гозмар III фон Цинегхайн , Бурхард фон Вартберг, Берінгер фон Меллінген. Серед тих, хто впав у вигрібну яму, був і ландграф Людвіг III, проте його вдалося врятувати. Не впали вниз ті, хто сидів у ніші з кам'яною підлогою. Серед них був і король Генріх та архієпископ Конрад. Щоб їх зняти, довелося тягнути драбину.
Ерфуртська хроніка повідомляє, що король Генріх був настільки приголомшений раптовою загибеллю своїх наближених, що відразу залишив Ерфурт, а суперечка між ландграфом і архієпископом так і залишилася невирішеною.